# El Refugio, Zentla
El Refugio är en ort i Mexiko.   Den ligger i kommunen Zentla och delstaten Veracruz, i den sydöstra delen av landet, 240 km öster om huvudstaden Mexico City. El Refugio ligger 854 meter över havet och antalet invånare är 151.
Terrängen runt El Refugio är varierad. Runt El Refugio är det ganska tätbefolkat, med 90 invånare per kvadratkilometer. Närmaste större samhälle är Huatusco de Chicuellar, 15,0 km väster om El Refugio. I omgivningarna runt El Refugio växer huvudsakligen savannskog.